# Canton de Mennetou-sur-Cher
Le canton de Mennetou-sur-Cher est un ancien canton français situé dans le département de Loir-et-Cher et la région Centre.

## Géographie
Ce canton était organisé autour de Mennetou-sur-Cher dans l'arrondissement de Romorantin-Lanthenay. Son altitude variait de 82 m (La Chapelle-Montmartin) à 157 m (Châtres-sur-Cher) pour une altitude moyenne de 105 m.

## Représentation

### Conseillers d'arrondissement (de 1833 à 1940)
| Période                                  | Période      | Identité                           | Étiquette | Qualité |
| ---------------------------------------- | ------------ | ---------------------------------- | --------- | --- |
| 1833                                     | 1837 (décès) | Pierre André Thion (1796-1837)     |           | Propriétaire, conseiller municipal de Mennetou                                                              |
| 1837                                     | 1848         | Louis Dominique Macquaire          |           | Maire de Mennetou                                                                                           |
| 1848                                     | 1864         | Pierre François Louis Deniau       |           | Propriétaire, maire de Mennetou                                                                             |
| 1864                                     | 1886         | Louis-Théodore Garneau (1815-1892) |           | Notaire, maire de Mennetou                                                                                  |
| 1886                                     | 1895         | Jacques-Charles Bataillé           |           | Propriétaire, maire de Mennetou                                                                             |
| 1895                                     | 1907         | Jean-Baptiste Charpigny            |           | Maire de Châtres-sur-Cher                                                                                   |
| 1907                                     | 1913         | Jean-Baptiste Lombard              |           | Propriétaire-viticulteur à Villefranche-sur-Cher                                                            |
| 1913                                     | 1919         | Octave Piat                        |           | Marchand de porcs, maire de Mennetou-sur-Cher                                                               |
| 1919                                     | 1940         | Pierre Jacquemard                  | Rad.ind.  | Maire de Villefranche-sur-Cher                                                                              |
| 1940                                     |              |                                    |           | Les conseils d'arrondissement ont été suspendus par la loi du 12 octobre 1940 et n'ont jamais été réactivés |
| Les données manquantes sont à compléter. |              |                                    |           | |

### Conseillers généraux de 1833 à 2015
| Période | Période                   | Identité                                | Étiquette   | Qualité |
| ------- | ------------------------- | --------------------------------------- | ----------- | --- |
| 1833    | 1846 (démission)          | Louis Pommeret                          |             | Magistrat, procureur général à la Cour d'Orléans Propriétaire à Cigonneau Maire de Doulçay (1832-1834) puis de Maray (1837-1843)                                                 |
| 1846    | 1852                      | François Ouvrard                        |             | Propriétaire, maire de Châtres-sur-Cher (1846-1850 et 1866-1868) |
| 1852    | 1888 (décès)              | Alexandre Boussion (neveu du précédent) |             | Avocat et magistrat à Orléans Capitaine de la Garde nationale Conseiller municipal de Châtres-sur-Cher                                                                           |
| 1889    | 1892                      | Julien Boussion (fils du précédent)     | Droite      | Propriétaire du château de Douy Conseiller municipal de Châtres-sur-Cher |
| 1892    | 1898                      | Philippe Émile Jullien                  | Républicain | Gouverneur de Saint-Pierre-et-Miquelon (1901-1902) Gouverneur des Etablissements français d'Océanie (1904-1907) Député (1881-1898)                                               |
| 1898    | 1929 (décès)              | Baron Célian Goury du Roslan            | Républicain | Diplomate, maire de Châtres-sur-Cher (1902-1929) Propriétaire du château de Douy                                                                                                 |
| 1930    | 1941 (démission d'office) | Lucien Breitman                         | SFIO        | Médecin Maire (1929-1940) puis conseiller municipal (1940-1941) de Mennetou-sur-Cher Révoqué par le Gouvernement de Vichy Elu conseiller général du Canton de Romorantin en 1945 |
|         |                           |                                         |             | |
| 1943    | 1945                      | Georges Maurette                        |             | Président de la délégation spéciale de Mennetou-sur-Cher Nommé conseiller départemental en 1943                                                                                  |
|         |                           |                                         |             | |
| 1945    | 1958                      | Lucien Gigaud                           | SFIO        | Instituteur Maire de Bourré (1953-1961) Élu conseiller général du canton de Romorantin en 1967                                                                                   |
| 1958    | 2001                      | Georges Daudu                           | DVD         | Cultivateur Maire de Maray |
| 2001    | 2015                      | Jean-Louis Marchenoir                   | PS puis SE  | Professeur de lettres Maire de Saint-Julien-sur-Cher (1995-2018) Vice-Président du Conseil Général depuis 2011                                                                   |

## Composition
Le canton de Mennetou-sur-Cher, d'une superficie de 187 km2, était composé de huit communes
.
| Nom                    | Code Insee | Intercommunalité                    | Superficie (km2) | Population (dernière pop. légale) | Densité (hab./km2) |
| ---------------------- | ---------- | ----------------------------------- | ---------------- | --------------------------------- | ------------------ |
| La Chapelle-Montmartin | 41038      | CC du Romorantinais et du Monestois | 10,72            | 429 (2014)                        | 40                 |
| Châtres-sur-Cher       | 41044      | CC du Romorantinais et du Monestois | 35,33            | 1 111 (2014)                      | 31                 |
| Langon-sur-Cher        | 41110      | CC du Romorantinais et du Monestois | 38,82            | 835 (2014)                        | 22                 |
| Maray                  | 41122      | CC du Romorantinais et du Monestois | 27,80            | 231 (2014)                        | 8,3                |
| Mennetou-sur-Cher      | 41135      | CC du Romorantinais et du Monestois | 16,26            | 888 (2014)                        | 55                 |
| Saint-Julien-sur-Cher  | 41218      | CC du Romorantinais et du Monestois | 15,99            | 772 (2014)                        | 48                 |
| Saint-Loup             | 41222      | CC du Romorantinais et du Monestois | 14,70            | 377 (2014)                        | 26                 |
| Villefranche-sur-Cher  | 41280      | CC du Romorantinais et du Monestois | 27,23            | 2 765 (2014)                      | 102                |

## Démographie

### Évolution démographique
| 1962  | 1968  | 1975  | 1982  | 1990  | 1999  | 2006  | 2011  | 2012  |
| ----- | ----- | ----- | ----- | ----- | ----- | ----- | ----- | ----- |
| 5 442 | 5 357 | 5 571 | 6 207 | 6 521 | 6 796 | 7 031 | 7 333 | 7 393 |

### Âge de la population
La pyramide des âges, à savoir la répartition par sexe et âge de la population, du canton de Mennetou-sur-Cher en 2009 ainsi que, comparativement, celle du département de Loir-et-Cher la même année sont représentées avec les graphiques ci-dessous.
La population du canton comporte 49,3 % d'hommes et 50,7 % de femmes. Elle présente en 2009 une structure par grands groupes d'âge légèrement plus âgée que celle de la France métropolitaine. 
Il existe en effet 77 jeunes de moins de 20 ans pour cent personnes de plus de 60 ans, alors que pour la France l'indice de jeunesse, qui est égal à la division de la part des moins de 20 ans par la part des plus de 60 ans, est de 1,06. L'indice de jeunesse du canton est également inférieur à celui  du département (0,83) et à celui de la région (0,95).
| Hommes | Classe d’âge | Femmes |
| ------ | ------------ | ------ |
| 0,3    | 90 ans ou +  | 1,6    |
| 9,5    | 75 à 89 ans  | 11,7   |
| 17,7   | 60 à 74 ans  | 17,5   |
| 21,8   | 45 à 59 ans  | 21,9   |
| 19,8   | 30 à 44 ans  | 18,3   |
| 12,8   | 15 à 29 ans  | 12,0   |
| 18,1   | 0 à 14 ans   | 17,1   |

| Hommes | Classe d’âge | Femmes |
| ------ | ------------ | ------ |
| 0,5    | 90 ans ou +  | 1,5    |
| 8,8    | 75 à 89 ans  | 12,1   |
| 15,4   | 60 à 74 ans  | 16,1   |
| 21,2   | 45 à 59 ans  | 20,5   |
| 19,6   | 30 à 44 ans  | 18,7   |
| 15,9   | 15 à 29 ans  | 14,3   |
| 18,6   | 0 à 14 ans   | 16,8   |